# 619
619 је била проста година.

## Догађаји
- Византијско-сасанидски рат:  Сасаниди заузели опседнути град Александрију. Никита, рођак цара Ираклија, и патријарх Јован V Цариградски  беже на Кипар. Краљ Хозроје II  шири своју власт на југ дуж реке Нила.
- Цар Ираклије се спрема да напусти Константинопољ и премешта византијску престоницу у Картагину, али га Сергије I, патријарх цариградски убеђује да остане. Он почиње да обнавља византијску војску уз помоћ средстава из црквеног блага.
- Авари нападају предграђе Цариграда. Бројна словенска племена побуне се против аварског превласти. Срби уређују своју суверену територију у Моравској и Доњој Аустрији.
- 2. новембар – Династија Танг походи против западних Турака: каган Западног турског каганата је убијен у кинеској палати од стране источнотурских ривала, уз одобрење цара Гаозуа од Танга.
- Израчунавање Кинеског календара почиње да користи истинска кретања Сунца и Месеца, моделована коришћењем две померене супротне параболе.
- Почиње изградња најранијег познатог млина за плиму, млина манастира Нендрум на северу Ирске.
- Кинези почињу да користе велике оркестре.
- 23. децембар — Папа Бонифације V наследио је папу Адеодата као 69. римски епископ.
- Мухамедова супруга Хатиџа умире након 24 године брака у Години туге.
- Кубрат, владар Бугара, крштен је у Цариграду.
- Мелит постаје кентерберијски архиепископ.

## Смрти
- Јован V Милостиви
- Јован Мош
- Хатиџе бинт Хувејлид
- Лаврентије Кентерберијски